# Gally (auteur)
Pour les articles homonymes, voir Gally.
Gally, née le 23 mai 1980 à Nice, est une illustratrice française et auteure de bande dessinée. Elle s'est fait connaître grâce à ses blogs BD Le blog d'une grosse (fermé le 1er mars 2009) et Le Blog de Gally. Elle a par ailleurs été la marraine de l'édition 2007 du Festival des blogs BD.

## Biographie
Après avoir fréquenté une école de commerce, l'IPAG de Nice, Gally s'expatrie à Amsterdam pour achever ses études par un mémoire sur le marketing Internet de la bande dessinée. Puis elle rejoint Paris pour travailler aux Éditions de la Martinière, puis au rayon « BD » de Virgin Megastore. Sachant qu'elle est susceptible d'être transférée au rayon « guides touristiques », elle retourne dans sa Provence natale.
Gally a vécu à Brest où elle a partagé la vie du dessinateur Obion,.
Elle est lauréate 2009 du prix Essentiel FNAC-SNCF au festival d'Angoulême 2009 pour son album Mon gras et moi .
Elle a été directrice de la collection « Miniblog » des Éditions Danger Public en 2006 et 2007.

## Publications
- 2006 : Steak Me Tender, Danger Public Éditions (ISBN 978-2-35123-124-1)
- mars 2008 : Sale Morveuse, Courbevoie, Diantre ! Éditions, 43 p. (ISBN 978-2-35634-002-3)
- juin 2008 : Mon gras et moi, Courbevoie, Diantre ! Éditions (ISBN 978-2-35634-006-1) ; réédition Poche Pocket 2010
- mai 2009 : Sale Morveuse Tome 2, Courbevoie, Diantre ! Éditions, 43 p. (ISBN 978-2-35634-015-3, BNF 41472596)
- 2010 : Love blog, avec Obion, chez Delcourt
- novembre 2016 : Axolot Tome 3, collectif avec Patrick Baud, chez Delcourt
- mars 2021 : L'esprit critique (ISBN 978-2-41300-810-1), avec Isabelle Bauthian, chez Delcourt